# 窪田靖彦
窪田 靖彦（くぼた やすひこ、1941年4月24日 - ）は、日本の経営学者、中小企業診断士、コンサルタント、実業家。学校法人産業能率大学チューター、K・コンサルティング代表、特定非営利活動法人東京城南中小企業診断士会コンサルティング部所属。
株式会社産能コンサルティング取締役総務部部長、株式会社産能コンサルティング取締役コンサルタントなどを歴任した。

## 概要
1964年、早稲田大学の第一商学部を卒業した。同年、テルモに入社し、主として原価計算の制度の構築に従事するとともに、株式上場を目指したり、さらには、日本国外に設けられた拠点の管理に携わった。その後、1989年に産能コンサルティングに入社した。同社では取締役に就任するとともに総務部の部長を兼任した。その後、取締役コンサルタントとして活動した。2000年、自身の会社となるK・コンサルティングを設立し、その代表に就任した。
学校法人産業能率大学ではチューターとして活躍し、主としてセミナーや通信講座などを通じて社会人の啓発に取り組んだ。また、特定非営利活動法人である東京城南中小企業診断士会のコンサルティング部にも所属していた。現在も、社団法人である中小企業診断協会の城南支会のブログなどにて、自身の知識や経験に基づくコラムを寄稿している。
なお、2000年には、執筆した論文が評価され、中小企業診断シンポジウムにて中小企業診断協会会長賞を受賞している。

## 略歴
- 1964年 - 早稲田大学第一商学部卒業。
- 1964年 - テルモ入社。
- 1989年 - 産能コンサルティング入社。
- 2000年 - K・コンサルティング代表。

## 賞歴
- 2000年 - 中小企業診断シンポジウム優秀論文賞。

（* 2000年 - 中小企業診断協会会長賞。）

## 著作
- 「ソフト開発業の新事業進出――職務遂行能力基準の構築を起点として」2000年。
- 「経営の危機管理と取締役の責任」『法人NEWS／せんだい』267巻、仙台中法人会、2003年。
- 「種々」『日刊工業新聞』日刊工業新聞社、2002-2003年。